# Valle de Logar
Valle de Logar (en esloveno: Logarska dolina) es un valle en los Alpes de Kamnik, en el Municipio de Solčava, en el país europeo de Eslovenia. El nombre se deriva de la familia Logar, que a su vez se deriva de la palabra Log.
El Valle de Logar se encuentra en los Alpes de Kamnik-Savinja y está dividido en tres partes. La parte inferior lleva el nombre de Log (literalmente, "prado pantanoso"), el Plest constituye la parte media (una zona muy boscosa), y la parte superior Kot (literalmente 'circo', es otra zona boscosa).